# Limnichus incanus
Limnichus incanus är en skalbaggsart som beskrevs av Ernst Hellmuth von Kiesenwetter 1851. Limnichus incanus ingår i släktet Limnichus och familjen lerstrandbaggar. Inga underarter finns listade i Catalogue of Life.